# Door (andropのアルバム)
『door』（ドア）は、andropの通算3枚目のアルバム。2011年2月16日にワーナーミュージック・ジャパンから発売された。

## 概要
前作『note』より8ヶ月ぶりの音源リリースとなった。本作のバンドスコアが本作発売日と同日に発売されている。本作よりワーナーミュージック・ジャパンからのリリースとなっており、本作でandropはメジャーデビューを果たした。
本作の初回プレス版は、「8枚の扉」仕様となっており、日本レコード協会が行うミュージック・ジャケット大賞 2011で準大賞を受賞した。
オリコンチャートの週間ランキングでは初登場15位を記録し、バンド初のオリコントップ20入りを果たした。

## 収録曲
1. MirrorDance [3:52]
MV監督は中村剛、tamdem。
リリースに先駆けて、2011年2月9日から2月15日まで1週間限定で着うたフル、および着うたフルプラスが先行配信された。
コナミデジタルエンタテインメントの音楽ゲーム「jubeat copious」に収録された。
2. Alpha [2:51]
3. Amanojaku [2:37]
4. Puppet [3:55]
MV監督は伊瀬聖子[3]。
5. Youth [4:24]
三木孝浩監督のショート･ムービー「空色物語」の「王様と羊」主題歌[4]。
6. Q.E.D. [3:44]
7. Clover [4:36]
8. March [5:04]